# Medium Dependent Interface
Medium Dependent Interface (с англ. — «интерфейс, зависящий от передающей среды») или MDI — порт Ethernet абонентского устройства (например, сетевых карт ПК). Позволяет таким устройствам, как сетевые концентраторы или коммутаторы подключаться к другим концентраторам без использования кроссоверного кабеля или нуль-модема, которые выполняют перекрестное соединение сигналов приема и передачи. MDI немного отличается подключением контактов от своей вариации MDIX. Контакты 1 и 2 используются для передачи (Tx) информации (сигналов), 3 и 6 — для приема (Rx).

## MDIX
MDIX (MDI-X, Medium Dependent Interface with Crossover, с англ. — «Интерфейс, зависящий от передающей среды с перекрестным соединением») — Ethernet-интерфейс RJ45, используемый в свитчах и хабах. Его главное отличие от MDI, использующегося для оконечных устройств, цоколевкой выводов на RJ45. Контакты 1 и 2 используются для приема (Rx) информации (сигналов), 3 и 6 — для передачи (Tx).

Перекрёстный кабель, соединяющий два MDI-порта

Для соединения MDI-MDIX применяют прямой патч-корд витой пары, а для соединений MDI-MDI и MDIX-MDIX — перекрестный, так называемый кросс-кабель Ethernet.

## Auto MDI-X
Поддержка Auto MDI-X означает, что интерфейс сам определяет, какие пары в кабеле работают на прием, а какие на передачу и может работать с любым кабелем, обычным или кроссоверным. Достаточно, чтобы Auto MDI-X поддерживал только один интерфейс из двух. Поддержка Auto MDI-X является частью стандарта 1000Base-T (Gigabit-Ethernet) и выше, кроме того, поддерживается многими 100-Мбитными  коммутаторами и маршрутизаторами, может поддерживаться и сетевыми картами на 100 Мбит/с.

## Примеры
Чтобы соединить один концентратор с MDI-портом с MDIX-портом компьютера или другого концентратора, используется обычный кабель. Однако, чтобы соединить MDI-порт с MDI-портом другого устройства, нужен кроссоверный кабель (так же, как и для соединения двух MDIX-портов).
Некоторые производители сетевого оборудования (Planet, Danpex, Level One, Zelax и др.) используют обозначение MPR и DTE, что соответствует MDI и MDI-X.